# U Zelené ratolesti
Dům U Zelené ratolesti stojí na Husově třídě v Českých Budějovicích. Od svého vzniku v roce 1821 sloužil především jako zájezdní hostinec. Patrně zkomolením jeho německého názvu Zum Grünen Ast vzniklo i dříve používané lidové označení U Krenostu. Od roku 2012 je v domu U Zelené ratolesti provozován penzion a dvě hospody: Kozlovna a Plzeňka.

## Historie
První písemná zmínka se váže k 3. srpnu 1763, kdy již existující hostinec vyhořel v důsledku zásahu bleskem.

### Lannové
Současný dům U Zelené ratolesti postavil v roce 1821 Tadeáš Lanna, jeho syn Vojtěch Lanna starší ho o deset let později nechal významně přestavět podle plánu Josefa Sandnera. Dům byl postaven se třemi křídly, které spolu tvořily dvůr otevřený na východní stranu, kudy mohly z vedlejší ulice zajíždět hosté nebo vozy se zásobováním. V severním křídle u hlavní ulice byl od počátku zájezdní hostinec, západní křídlo se používalo k ustájení koní a v jižním křídle byla původně dílna na zpracování vlny. Sedm let po jeho přestavbě byla na přání Vojtěcha Lanny staršího k domu U Zelené ratolesti protažena koněspřežka, která předtím končila v České ulici. Tím dům začal sloužit také jako překladiště zboží. Z roku 1859 se dochoval záznam o návštěvě Alexandra Seika, tehdy ještě potulného fotografa, který si v hostinci U Zelené ratolesti zřídil dočasný fotoateliér. Později se Alexander Seik usadil v Táboře, kde si svou profesí dobře vydělal a dokonce se stal tamějším starostou.

### Společnost Kotva a Zátkové
S blížícím se koncem 19. století upadala lodní doprava soli. Vojtěch Lanna mladší proto v roce 1895 prodal dům U Zelené ratolesti i s okolními pozemky společnosti Kotva. Kotva část pozemků prodala v roce 1906 spolku Ludmila, který usiloval o stavbu ženské průmyslové školy, a pár let poté další část pozemků obchodní a průmyslové komoře pro stavbu sídla komory. Dům U Zelené ratolesti začala pronajímat firmě Bratři Zátkové. Ti dům využívali pro skladování obilí a v roce 1909 dům odkoupili i se zbývajícím pozemkem u Dlouhého mostu, kde si později postavili rodinnou vilu. Po odkupu domu U Zelené ratolesti sem Zátkové přesunuli své firemní kanceláře. Zahradu domu používali v 1. polovině 20. století také členové Sokola pro pořádání akcí a koncertů.

### Po druhé světové válce
Po druhé světové válce byly administrativní prostory domu U Zelené ratolesti využívány ředitelstvím národního podniku Jihočeské pekárny a v přízemí byla provozovna cukrářství. Bylo přebudováno půdní patro ve všech křídlech a nově vznikly střešní vikýře. Od dubna 2012 domě sídlí hospody Kozlovna a Plzeňka, funguje zde penzion a kanceláře jsou využívány různými firmami.